# Montalto Dora
Montalto Dora (piemontiul: Montàut) egy északolasz település Torino megyében. 

## Elhelyezkedés

Montalto Dora község Torino megye térképén

Orbassano a torinói metropolisz övezethez tartozik, és Torino város tőszomszédságában fekszik. A vele határos települések: Borgofranco d'Ivrea, Chiaverano, Fiorano Canavese, Ivrea, Lessolo.

## Látnivalók
- Montalto Dora 12. sz-ban épült kastélya, amely jelenleg magánkézben van
- San Rocco Temploma

## Testvérvárosok
- Settimo Torinese, Olaszország
- Cannara, olaszország